# Oostelijk Partnerschap

Europese Unie
Oostelijk Partnerschap

Het Oostelijk Partnerschap is een samenwerkingsverband tussen de Europese Unie en zes voormalige Sovjetrepublieken in Oost-Europa en de Kaukasus, te weten Armenië, Azerbeidzjan, Georgië, Moldavië, Oekraïne en Wit-Rusland. Het Oostelijk Partnerschap werd op 7 mei 2009 te Praag opgericht en doelt voornamelijk op de verbetering van politieke en economische relaties met die landen. Voor Europa zou deze samenwerking ook zorgen voor meer stabiliteit en veiligheid aan de oostkant.
Het Oostelijk Partnerschap is onderdeel van het Europees Nabuurschapsbeleid. Binnen dit samenwerkingsverband kunnen de deelnemers opteren voor een route naar een associatie- en vrijhandelsverdrag alsmede visumvrij reizen naar de Schengenlanden. Op 27 juni 2014 ondertekenden Georgië, Moldavië en Oekraïne een associatieovereenkomst met de EU alsmede een Diepe en Brede Vrijhandelszone (DCFTA). Sinds 28 april 2014 heeft Moldavië visumvrij reizen met de EU na voltooiing van het Actieplan voor Visumliberalisering (VLAP) traject. Georgië en Oekraïne volgden op 28 maart en 11 juni 2017. 